# 絕命異次元 (手機)
《絕命異次元》（中国大陆官方译为）是一款在iOS、Android平台上發行的第三人稱射擊生存類恐怖手機遊戲，它是《絕命異次元2》的前傳以及鋪陳，由IronMonkey Studios開發及藝電發行。
游戏的iOS版本在2015年9月从App Store下架，至今未重新上架。

## 遊戲介紹
該遊戲於《死亡空間2》的前10日發行。遊戲大幅度沿用《死亡空間》的遊戲介面以及方式，在地圖方面也與死亡空間1代構造大致相同。該遊戲是一部专為iOS平臺设计的原創死亡空間系列的故事，包括极富挑战性的游戏技巧和丰富的音乐体验,让您再次置身于被大量Necromorph包围的困境。

## 遊戲劇情

### 背景
在2508年Aegis 7/伊吉斯、宙斯盾7事件过后的两年。泰坦空间站主管泰德曼（Tideman）为了殖民空间站的发展而与地球政府达成对神印（Marker）的研究协议，并且在斯普劳反应堆（Sprawl Reactor）旁建立了一个硕大的责任研究中心。
政府研究部门通过对Aegis 7事件的幸存者Isaac Clarke/艾萨克·克拉克以及U.S.G. O'Bannon/奥般农号事件幸存者Nolan Stross/诺兰·斯特罗斯大脑中心提取出关于神印传输的信息和Earth'Gov./地球联邦政府现有的资料采取Reverse Engineering/逆向工程的方法复制了一个还原度较高的神印，代号12。
- 注：

代号12也许是这座神印是现任地球政府所制作的第12个神印，已知现任政府所制造的神印一个位于新月殖民空间站、另一个则位于UXor/尤瑟尔殖民区。
而已知Former Earth'Gov./前地球政府所制作的3科神印位于：Marker 1A，位于Scorpio VI /天蝎6、Marker 2A，位于Shalnex III /西莱克斯3 以及Marker 3A，位于Aegis VII /伊吉斯7。 
而原政府位于主权殖民地联盟/Sovereign Colonies也有一座不知其名的神印。

### 故事發展
统一教会（Unitology）在得知政府在空间站对神印进行秘密研究的情况下采取了一系列手段对空间站进行破坏活动并且要取得两个重要的信息提供人员——艾萨克和斯特罗斯。
行动就此开始，教会先让教徒在神印辐射的区域自杀。然后由于辐射突变为尸变体（Necromorphs）（或死灵体）。在此情况下，由于政府已经有了万全的控制措施导致计划未得逞。于是唆使空间站高级工程师嘉丽·诺顿前往政府区进行对实验室的隔离以及破坏。这些尸变体从政府区实验室迅速扩散至泰坦矿区、空间站食品加工区、空间站水资源水处理。
在空间站的紧急隔离措施下，三个交叉点隧道的隔离封锁门被完全封闭。尸变体无法涌进公共区，空间站主管泰德曼下令将空间站居民撤离自新月殖民空间站和近地轨道殖民地。
统一教教会继续唆使破坏者进行破坏，最终在谎言和欺骗下，通往泰坦空间站公共区的大门被打开。泰德曼要求部队除掉关键目标的人物（Key-Subject），其中艾萨克、斯特罗斯是头等缉拿对象。而不受神印干扰的莱克欣也在名单之中。 
Marker 12首次聚合，在空间站聚变反应堆核心生成了一个巨大的尸变体。（它能够自由地召唤尸变体，也就说明其是Hive-Mind的未完全体。）
泰德曼要求破坏者修复反应堆，在反应堆的Boss被杀死过后。破坏者说出了自己的真实姓名——嘉丽诺顿。尚目前生死不明。
手机移动版本为死亡空间二代前奏。

### 人物介紹
- 嘉丽诺顿（Carrie Norton）、代号破坏者（Vandal），是泰坦空间站（Titan Station）（又译做蔓生区）（Sprawl）的高级工程师。主要出现于死亡空间移动版，其人是造成泰坦空间站事件的主要责任人之一。
  - 尚目前对此人的生死和下落均为未知数，但是根据出血量判断已经死亡。
- 泰勒·瑞迪科夫（Tyler Radikov , 据推测可能是泛亚欧区俄罗斯州的人）。泰坦空间站事件的主要参与者，空间站破坏行动的指挥者。出生于火星，与教会高层人士有所接触。在破坏行动中，与戴安娜·李·奎恩是搭档。
- 戴安娜·李·奎恩（Daina Le Guin)，泰坦空间站事件策划者之一、空间站破坏行动的指挥者。在死亡空间移动版中以教会代表的音频方式出现，在死亡空间2中被政府军炮艇乱枪杀死。
- 汉斯·泰德曼(Hans Tiedemann)，泰坦空间站新政主管。在死亡空间移动版中以音频对话方式出现，主要是引导破坏者修复隔离装置和空间站聚变反应堆核心。在死亡空间2中由于神印聚合导致脸部大量烧伤，最后死于艾萨克的标枪下。

### 音頻日誌
兩篇於死亡空間2和死亡空間移動版出現的音頻日誌
- 音频日志，RIG编号438642我被选中去执行一项秘密任务,对象是Sprawl Shard的系统核心。希望我能出色地完成任务,赞美阿尔特曼。 
  - 出现于移动版第一章首个房间和死亡空间2代第11章轨道交界处
- 音频日志，RIG编号438642。这可能是我的遗言。怪物在肆虐，我无能为力。如今反应堆的温度过高——如果我不能修好它，整个Sprawl都将会夷为平地！所以……希望有人能够听到。我的意思是，我做得没有错。至少是这样。 **出现于移动版第12章和死亡空间1代第11章中央大电梯上出口

## 評價
- 年度最佳手机游戏”!（2011 Meffy奖）
- App Store 4.5分